# Wimbledon 1996
De 110e editie van het Britse grandslamtoernooi, Wimbledon 1996, werd gehouden van maandag 24 juni tot en met zondag 7 juli 1996. Voor de vrouwen was het de 103e editie van het graskampioenschap. Het toernooi werd gespeeld bij de All England Lawn Tennis and Croquet Club in de wijk Wimbledon van de Britse hoofdstad Londen.
Op de eerste zondag tijdens het toernooi (Middle Sunday) werd traditioneel niet gespeeld.
Het toernooi van 1996 trok 385.042 toeschouwers. De All England Lawn Tennis and Croquet Club boekte met het toernooi van 1996 een winst van 29,1 miljoen pond (75 miljoen gulden). De winsten werden vooral gebruikt om de infrastructuur te verbeteren in het Britse tennis.

## Belangrijkste uitslagen
Mannenenkelspel

Finale: Richard Krajicek (Nederland) won van MaliVai Washington (Verenigde Staten) met 6-3, 6-4, 6-3
Vrouwenenkelspel

Finale: Steffi Graf (Duitsland) won van Arantxa Sánchez Vicario (Spanje) met 6-3, 7-5
Mannendubbelspel

Finale: Todd Woodbridge (Australië) en Mark Woodforde (Australië) wonnen van Byron Black (Zimbabwe) en Grant Connell (Canada) met 4-6, 6-1, 6-3, 6-2
Vrouwendubbelspel

Finale: Martina Hingis (Zwitserland) en Helena Suková (Tsjechië) wonnen van Meredith McGrath (Verenigde Staten) en Larisa Neiland (Letland) met 5-7, 7-5, 6-1
Gemengd dubbelspel

Finale: Helena Suková (Tsjechië) en Cyril Suk (Tsjechië) wonnen van Larisa Neiland (Letland) en Mark Woodforde (Australië) met 1-6, 6-3, 6-2
Meisjesenkelspel

Finale: Amélie Mauresmo (Frankrijk) won van Magüi Serna (Spanje) met 4-6, 6-3, 6-4
Meisjesdubbelspel

Finale: Volha Barabansjtsjikava (Wit-Rusland) en Amélie Mauresmo (Frankrijk) wonnen van Lilia Osterloh (Verenigde Staten) en Samantha Reeves (Verenigde Staten) met 5-7, 6-3, 6-1
Jongensenkelspel

Finale: Vladimir Voltsjkov (Wit-Rusland) won van Ivan Ljubičić (Kroatië) met 3-6, 6-2, 6-3
Jongensdubbelspel

Finale: Daniele Bracciali (Italië) en Jocelyn Robichaud (Canada) wonnen van Damien Roberts (Zuid-Afrika) en Wesley Whitehouse (Zuid-Afrika) met 6-2, 6-4

## Toeschouwersaantallen en bezoekerscapaciteit
|           |        | Eerste week |         | Tweede week |         | Derde week |
| --------- | ------ | ----------- | ------- | ----------- | ------- | ---------- |
| Maandag   |        | 32.545      |         | 31.575      |         | 13.518     |
| Dinsdag   | 34.447 | 29.163      |         |             |         |            |
| Woensdag  | 33.229 | 24.029      |         |             |         |            |
| Donderdag | 32.597 | 24.123      |         |             |         |            |
| Vrijdag   | 31.653 | 22.081      |         |             |         |            |
| Zaterdag  | 31.057 | 21.825      |         |             |         |            |
| Zondag    | –      | 23.200      |         |             |         |            |
| Totaal    |        | 385.042     | 385.042 | 385.042     | 385.042 | 385.042    |

|  | = slecht weer (meer dan twee uur niet gespeeld) |
|  | = gehele dag niet gespeeld, vanwege de regen    |

| Baan                           | Zitplaatsen                    | Staanplaatsen                  |                                | Baan                           | Zitplaatsen   |
| ------------------------------ | ------------------------------ | ------------------------------ | ------------------------------ | ------------------------------ | ------------- |
| Centre Court                   | 13.120                         | –                              |                                | Court No. 9                    | –             |
| Court No. 1                    | 6.508                          | 820                            | Court No. 10                   | –                              |               |
| Court No. 2                    | 2.220                          | 770                            | Court No. 11                   | 162                            |               |
| Court No. 3                    | 800                            | –                              | Court No. 12                   | –                              |               |
| Court No. 4                    | –                              | –                              | Court No. 13                   | 1.604                          |               |
| Court No. 5                    | –                              | –                              | Court No. 14                   | 1.705                          |               |
| Court No. 6                    | 250                            | –                              | Court No. 15                   | –                              |               |
| Court No. 7                    | 250                            | –                              | Court No. 16                   | –                              |               |
| Court No. 8                    | –                              | –                              | Court No. 17                   | 180                            |               |
| Totaal zitplaatsen             | Totaal zitplaatsen             | Totaal zitplaatsen             | Totaal zitplaatsen             | Totaal zitplaatsen             | 26.799        |
| Totaal staanplaatsen           | Totaal staanplaatsen           | Totaal staanplaatsen           | Totaal staanplaatsen           | Totaal staanplaatsen           | 1.590         |
|                                |                                |                                |                                |                                |               |
| Bezoekerscapaciteit tennispark | Bezoekerscapaciteit tennispark | Bezoekerscapaciteit tennispark | Bezoekerscapaciteit tennispark | Bezoekerscapaciteit tennispark | 28.000-29.000 |

## Uitzendrechten
In Nederland was Wimbledon te zien bij de commerciële zender RTL 5. RTL 5 deed dagelijks rechtstreeks verslag van 13.00 tot 18.05 uur.  Het commentaar werd in de eerste week verzorgd door Jan Roelfs en Monique Maks. In de tweede week was het commentaar in handen van Jan Roelfs en Griselda Visser.
Verder kon het toernooi ook gevolgd worden bij de Britse publieke omroep BBC, waar uitgebreid live-verslag werd gedaan op de zenders BBC One en BBC Two. In Duitsland werd Wimbledon dagelijks van 13.00 uur tot 18.45 uur uitgezonden op de commerciële zender RTL Television.